# Linda Williams (Filmwissenschaftlerin)

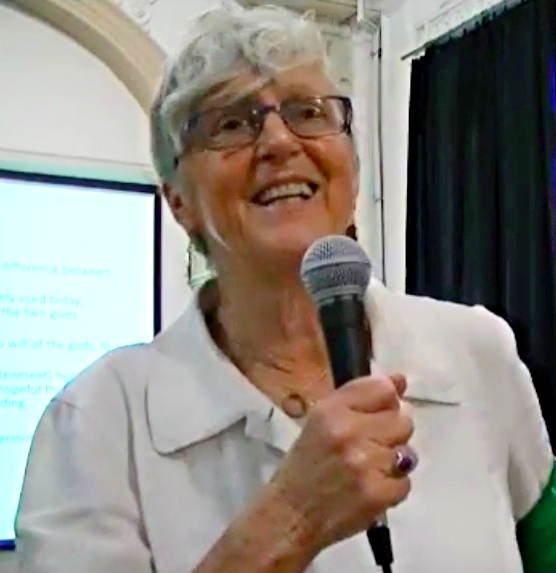
Linda Williams, 2018

Linda Williams (* 18. Dezember 1946; † 12. März 2025) war eine US-amerikanische Filmwissenschaftlerin.

## Leben
Sie erwarb 1977 den Abschluss Ph.D. an der University of Colorado mit der Dissertation Figures of Desire: A Theory and Analysis of Surrealist Film (Gestalten des Begehrens: Theorie und Analyse des surrealistischen Films). Sie war Professorin an den Departments of Film Studies and Rhetoric an der University of California, Berkeley. Sie war eine Pionierin der akademischen Studien zum Thema Pornographie. Ihre hauptsächlichen Themengebiete waren Filmgeschichte, Filmgenres, Melodrama, Pornographie, feministische Theorie und visuelle Kultur, jeweils aus Sicht der Frauen, Geschlechter, Rassen und der Sexualität.

## Standpunkt
In Bezug auf Filmgenres argumentiert sie, dass Horrorfilm, Melodram und Pornografie alle in die Kategorie „Körpergenres“ fallen, da sie jeweils dazu bestimmt sind, physische Reaktionen der Zuschauer hervorzurufen. Horror soll häufig gruselige, hochspannende Angst auslösen (oft durch die Darstellung von Blut); Melodramen sollen Sympathie auslösen (oft durch das „Drücken der Tränendrüse“); und Pornografie soll sexuelle Erregung hervorrufen (oft durch freizügige, detaillierte Nahaufnahmen).
Williams vertrat die Ansicht, dass die Darstellung von Pornografie und die Form, die diese Darstellung einnimmt, auf der Distanz zwischen dem Publikum und den tatsächlichen Darstellern beruht. Sie schloss daraus, dass vieles in der Pornografie eine Art Kompensation für die Distanz zwischen Zuschauer und dem Betrachteten ist.

## Schriften
als Autorin
- Figures of Desire: A Theory and Analysis of Surrealist Film, University of Illinois Press, 1981. Paperback edition: University of California Press, 1992, ISBN 0-520-07896-9
- Hard Core: Power, Pleasure and the Frenzy of the Visible (University of California Press, 1989). Expanded Paperback Edition: Univ. of California Press, 1999, ISBN 0-520-21943-0 – Übersetzung der Erstausgabe: Hard Core. Macht, Lust und die Traditionen des pornographischen Films, Basel und Frankfurt am Main: Stroemfeld/Nexus, 1995
- Playing the Race Card: Melodramas of Black & White from Uncle Tom to O.J.Simpson, Princeton University Press, Paperback edition, 2002, ISBN 0-691-10283-X
- Screening Sex, Duke University Press, 2008, ISBN 978-0-8223-4285-4

als Herausgeberin
- Viewing Positions: Ways of Seeing Film, Rutgers University Press, 1999, ISBN 0-8135-2133-5
- (with Christine Gledhill), Reinventing Film Studies, Hodder Arnold, 2000, ISBN 0-340-67723-6
- Porn Studies, B&T, 2004, ISBN 0-8223-3312-0